# Pozzo d’Adda
Pozzo d’Adda település Olaszországban, Lombardia régióban, Milánó megyében. Lakosainak száma 6550 fő (2023. január 1.). Pozzo d’Adda Basiano, Grezzago, Inzago, Masate, Trezzano Rosa, Vaprio d’Adda és Cassano d’Adda községekkel határos.

## Népesség
A település lakossága az elmúlt években az alábbi módon változott:
| Lakosok száma | 5942 | 6068 | 10 000 | 6550 |
|               | 2013 | 2017 | 2018   | 2023 |